# Vårbybäcken

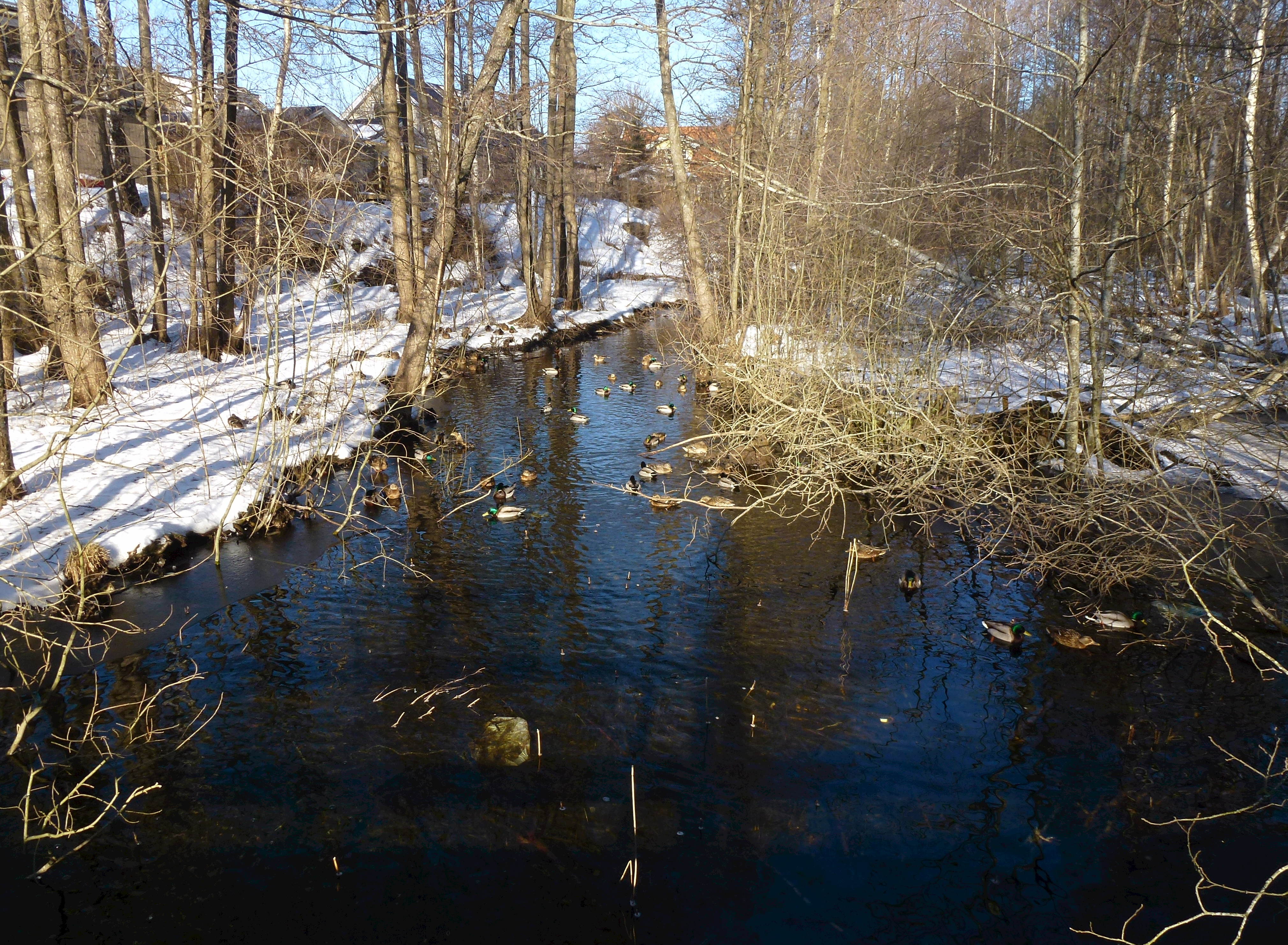
Utloppet vid Långsjön.

Vårbybäcken (även kallad Smistaån) är ett vattendrag som sträcker sig genom Segeltorp, Kungens kurva och Vårby gård i Huddinge kommun. Vattendraget avvattnar Långsjön till Mälaren vid det numera försvunna godset Vårby gård.

## Smistaåns och Vårbybäckens dalgång på 1700-talet
Långsjöns utlopp ligger i sjöns nordvästra spets. Härifrån går vattnet  till Mälaren vid Vårby gård. Avrinningen gick ursprungligen genom en långsträckt dalgång (Vårbybäckens och Smistaåns ravin) till Mälaren. Vattendraget genom Segeltorp kallades även Juringeån, efter Juringe gård, där lokalgatan "Juringe åväg" påminner om det. I "Geometrisk Delineation öfwer Sätegården Wårby" från 1703 framgår att Vårbybäcken drev en vattenkvarn vid Vårby gård: Enn hjulqwarn med öfwerfall med tre par kvarnstenar. Kvarnen nyttjades enbart för husbehov, tre veckor på våren och tre på hösten, som rapporterades år 1713. Till mer räckte inte vattnet till (se Vårby kvarn). 

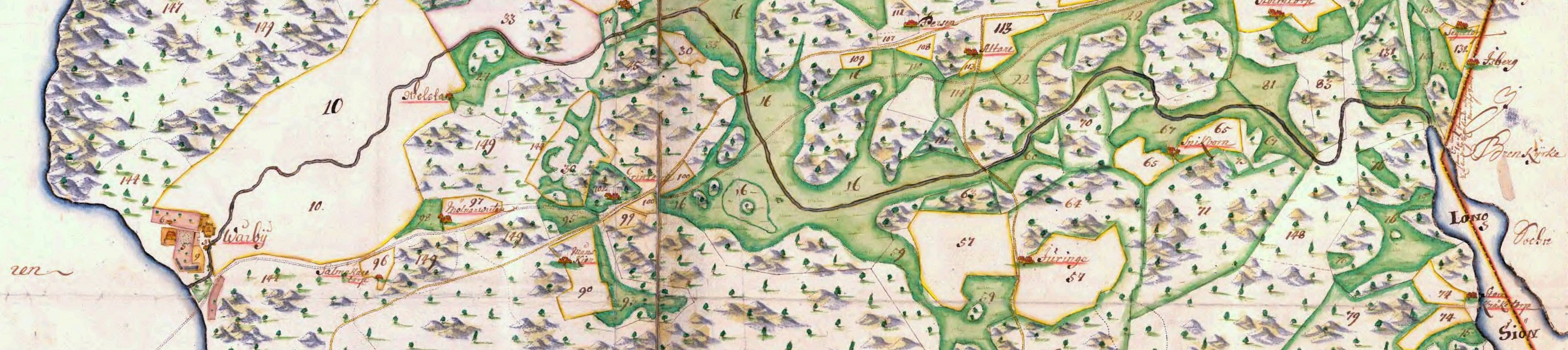
"General Carta öfwer Vårby säteri" från 1703 med avrinning genom Smistaåns och Vårbybäckens dalgång från Långsjön till Mälaren.

Stora delar av Södertäljevägens vägavsnitt mellan Vårby och Segeltorp, som anlades under 1600-talets mitt, drogs genom Vårbybäckens dalgång, likaså vattenledningen Norsborg-Stockholm, som tillkom 1904.
Idag sker avvattningen via ett delvis öppet vattendrag som utgörs huvudsakligen av grävda diken. Sträckan genom Kungens kurva omgestaltades i mitten av 1990-talet och fick då små nyanlagda sjöar och mera landskapsanpassad dragning. Efter Kungens kurva och ner till Mälaren går vattnet i en ledning som mynnar ute i Vårbyfjärden. Söder om Vårby gårds kyrka och längs Vårby allé kan man fortfarande ana Vårbybäckens dalgång, idag en gång och cykelväg. Den tidigare kvarndammen finns bevarad som en dal mitt i Vårby gård. Vårbybäckens mynning vid Mälaren finns kvar som ett kort dike i Vårby herrgårdspark.

## Bilder

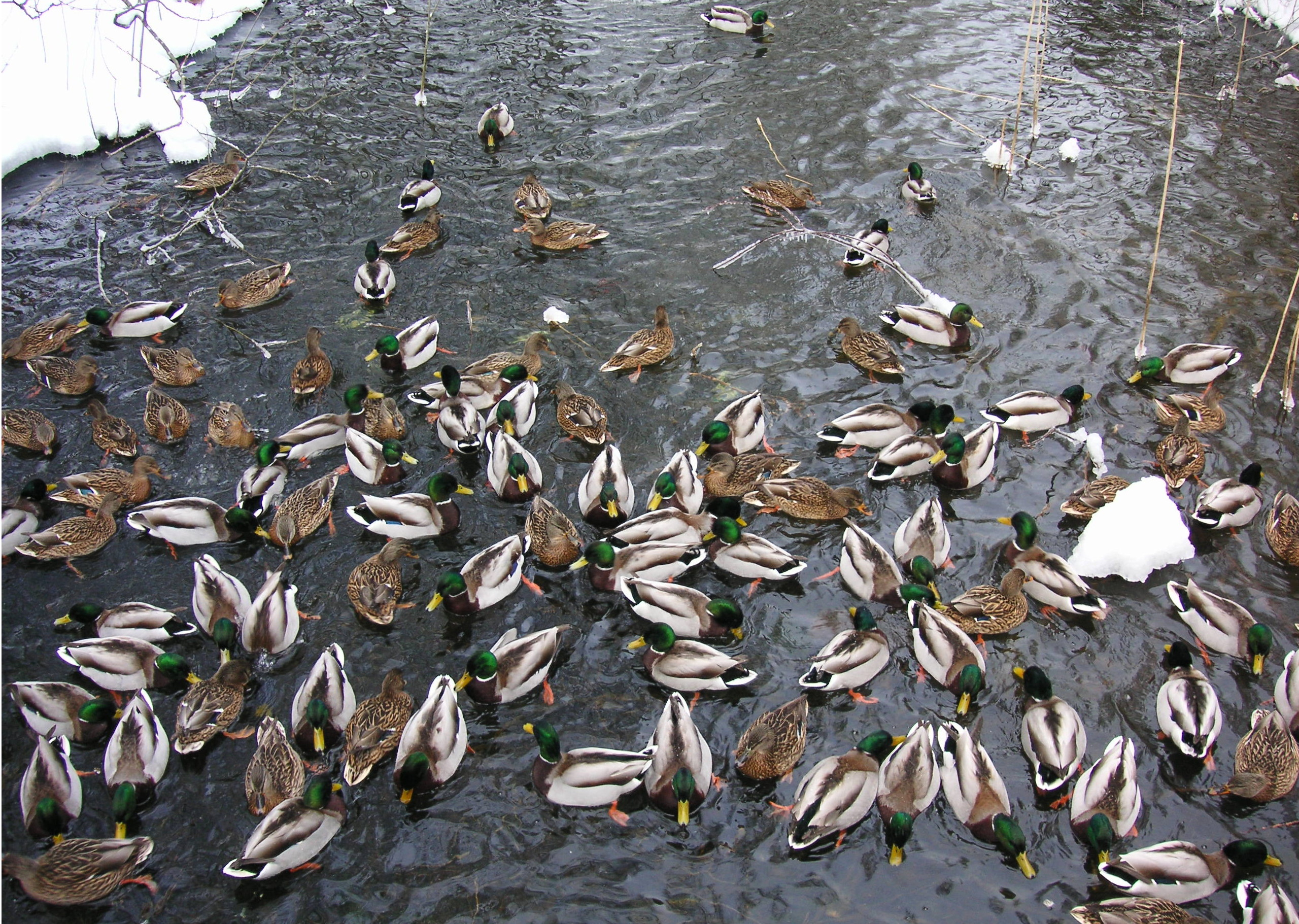
Änder i utloppet vid Långsjön.
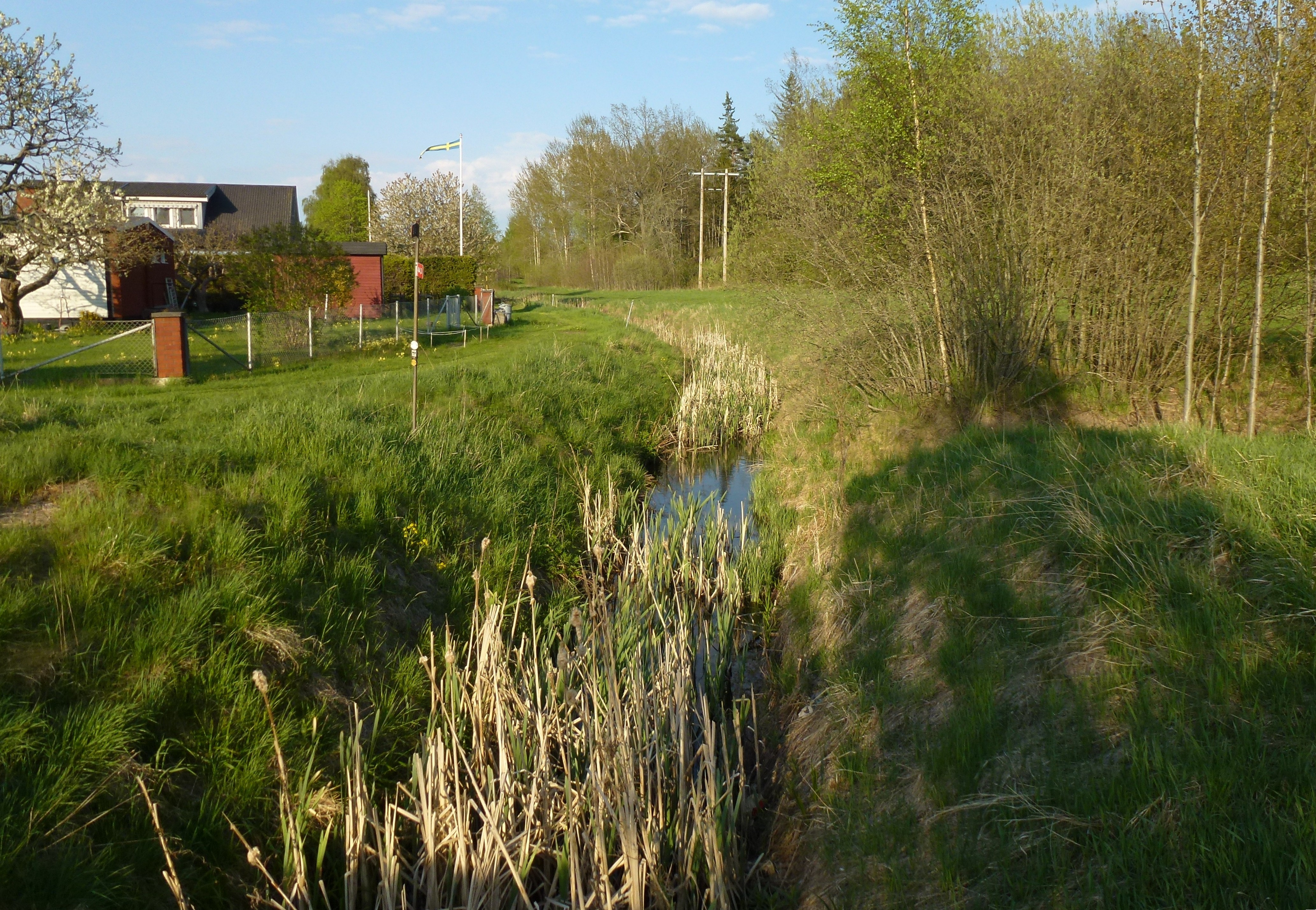
Öppet dike genom Segeltorp.
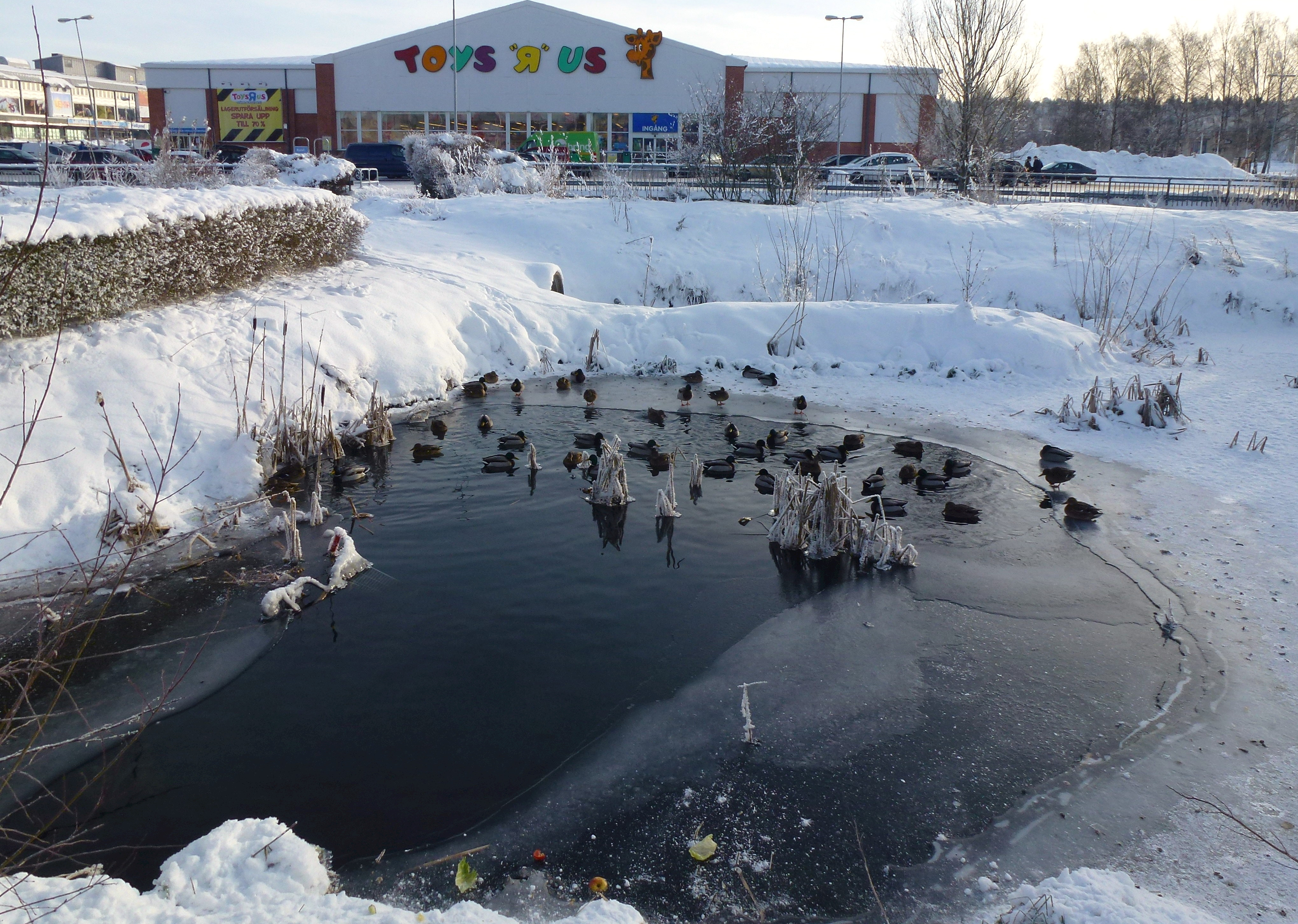
Liten anlagd sjö i Kungens kurva.
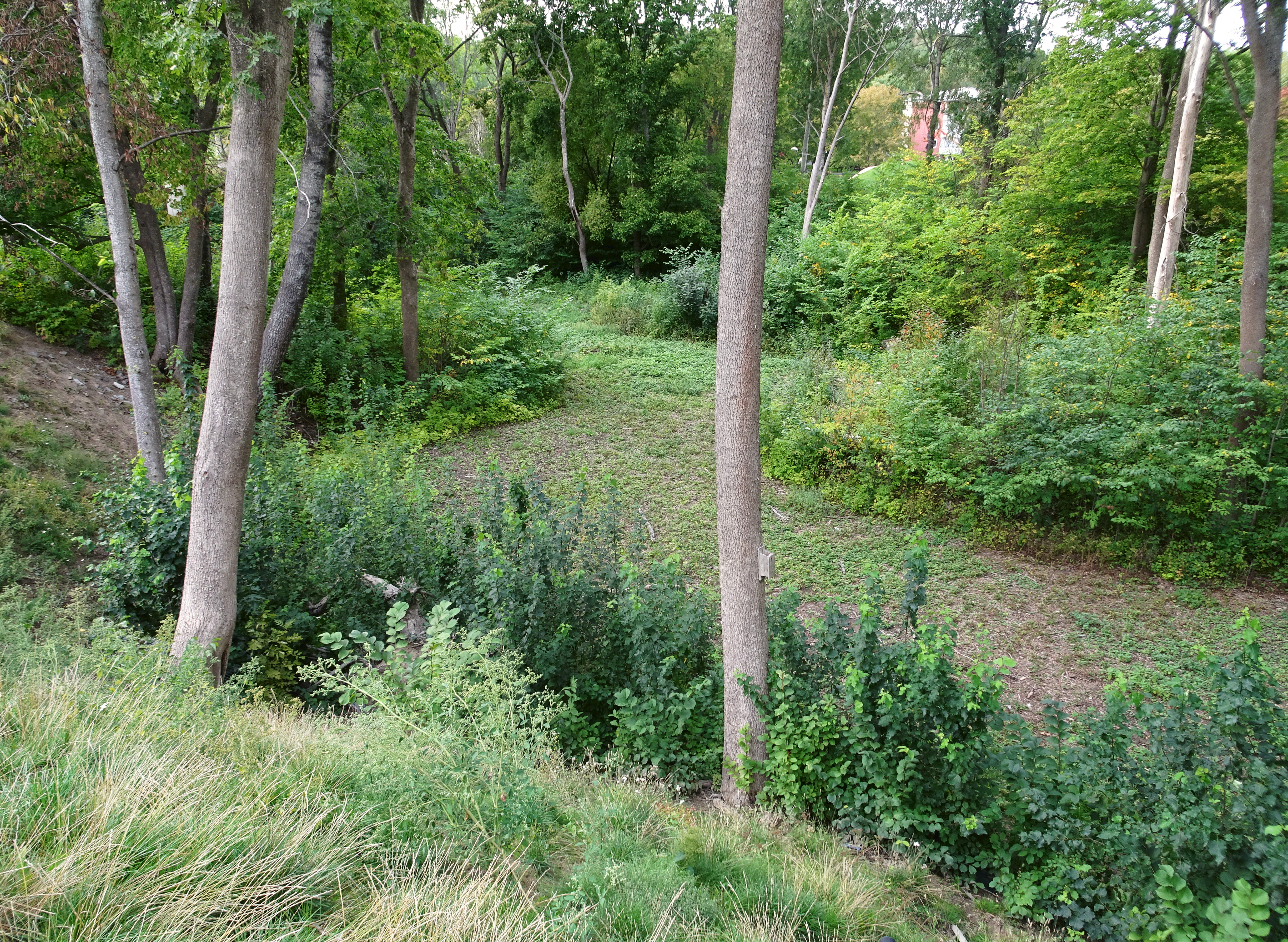
Vårbybäckens torrlaga ravin i Vårbyparken.
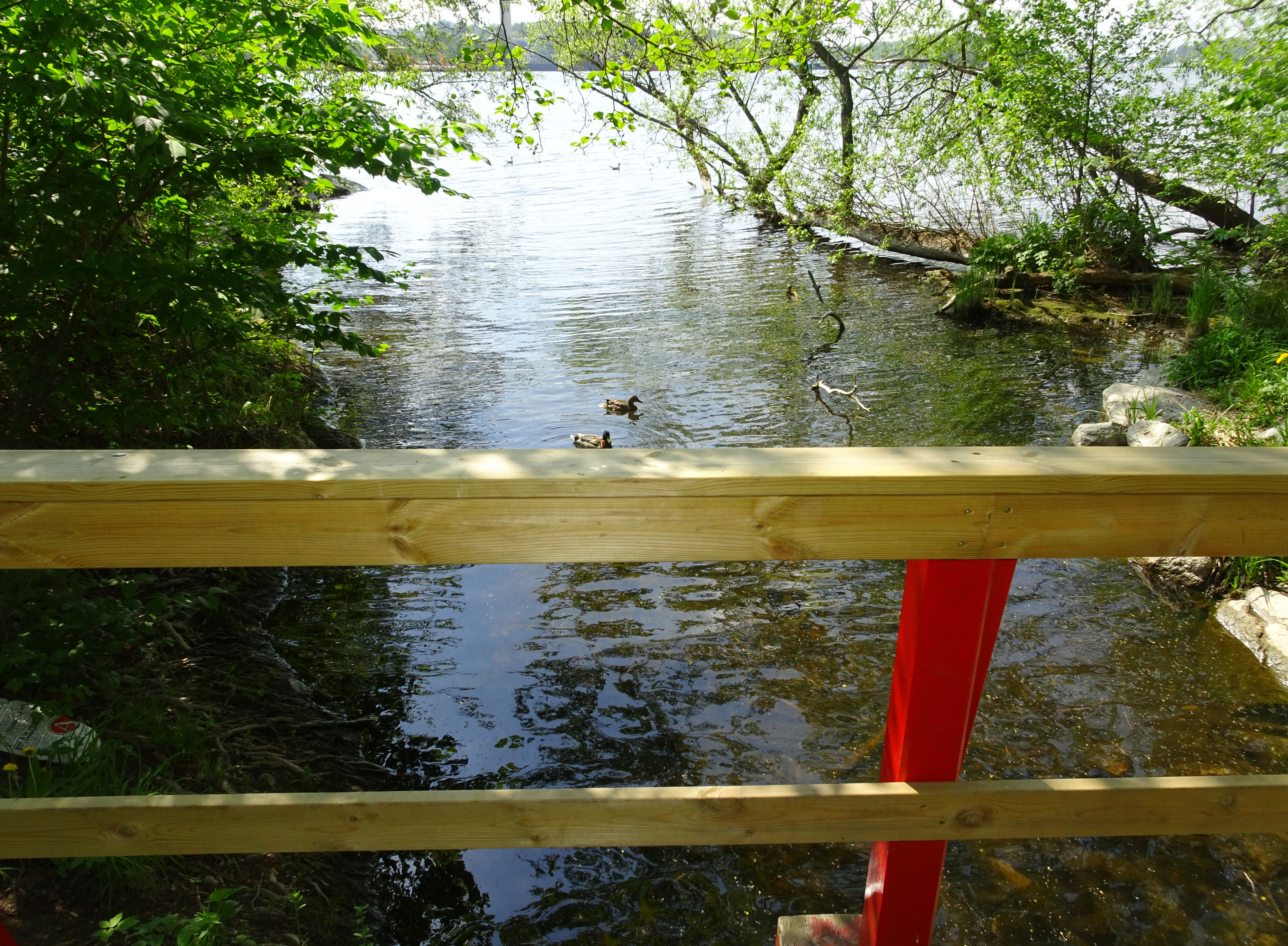
Vårbybäckens sista rest i Vårby herrgårdspark.